# Vuelta al Táchira 2008
La 43ª edición de la Vuelta al Táchira se disputó desde el 05 hasta el 18 de enero de 2008.
Perteneció al UCI America Tour 2007-2008, siendo la octava competición del calendario ciclista internacional americano. El recorrido contó con 13 etapas y 1586 km, transitando por los estados Apure, Barinas, Mérida y Táchira.
El ganador fue el venezolano Manuel Medina del equipo Gobernación del Zulia - BOD, quien fue escoltado en el podio por Yeison Delgado y José Contreras.
Las clasificaciones secundarias fueron; Manuel Medina ganó la clasificación por puntos, José Contreras la montaña, el sprints para Víctor Moreno, el sub-23 para Jonathan Camargo y la clasificación por equipos la ganó Gobernación del Zulia - BOD.

## Equipos participantes
Participaron 15 equipos conformados por entre 6 y 8 corredores, de los cuales once fueron venezolanos y cuatro extranjeros con equipos de Colombia, Argentina, Cuba y Países Bajos. Iniciaron la carrera 89 ciclistas de los que finalizaron 50.
| - Lotería del Táchira - Kino Táchira - Gobernación del Zulia - BOD - Alcaldía de Páez - Corporación PDM - Alcaldía de Cabimas - BOD - Fundación Joel Díaz - Alcaldía de Nirgua - Gobernación de Apure - Indeportes - Alcaldía de San Cristóbal - Expresos Occidente - Alcaldía de San Cristóbal - Alcaldía de San Cristóbal - Expresos Occidente - Cauchos Guayana - Selección del estado Zulia | - Trecolli - Bono de Ciclismo - Tejar Los Vados - Acme Coach - Selección Nacional de Cuba - Selección Nacional de Países Bajos |

## Etapas
| Etapa | Fecha       | Recorrido                      | Km    | Ganador          | Lider         |
| 1.ª   | 5 de enero  | Guasdualito - Guasdualito      | 110   | Arthur García    | Arthur García |
| 2.ª   | 6 de enero  | Guasdualito - Santa Bárbara    | 176,4 | Anthony Brea     | Anthony Brea  |
| 3.ª   | 7 de enero  | Santa Bárbara - Ciudad Bolivia | 107,8 | Pedro Pérez      | Arthur García |
| 4.ª   | 8 de enero  | Ciudad Bolivia - Barinitas     | 163,3 | Manuel Medina    | Arthur García |
| 5.ª   | 9 de enero  | Mérida - Bailadores            | 95    | Noel Vásquez     | Manuel Medina |
| 6.ª   | 10 de enero | Bailadores - La Azulita        | 122   | Manuel Medina    | Manuel Medina |
| 7.ª   | 11 de enero | El Vigía - El Vigía            | 94    | Paul Torres      | Manuel Medina |
| 8.ª   | 12 de enero | La Tendida - Cerro El Cristo   | 156   | Jonathan Camargo | Manuel Medina |
| 9.ª   | 13 de enero | San Cristóbal - San Cristóbal  | 121,9 | César Suárez     | Manuel Medina |
| 10.ª  | 15 de enero | Cordero - La Grita             | 134,1 | Rónald González  | Manuel Medina |
| 11.ª  | 16 de enero | CRI de Lobatera a Michelena    | 24,1  | Manuel Medina    | Manuel Medina |
| 12.ª  | 17 de enero | Bramón - Santa Ana             | 179,6 | José Chacón      | Manuel Medina |
| 13.ª  | 18 de enero | Peribeca - San Cristóbal       | 102,2 | Manuel Medina    | Manuel Medina |

## Clasificaciones

### Clasificación general
| Posición | Ciclista         | Equipo                                        | Tiempo     |
|          | Manuel Medina    | Gobernación del Zulia - BOD                   | 39:42:38   |
| 2.º      | Yeison Delgado   | Gobernación del Zulia - BOD                   | + 00:06:12 |
| 3.º      | José Contreras   | Alcaldía de Cabimas - BOD                     | + 00:09:18 |
| 4.º      | José Chacón      | Lotería del Táchira                           | + 00:10:10 |
| 5.º      | Jonathan Camargo | Alcaldía de Cabimas - BOD                     | + 00:10:15 |
| 6.º      | Rolando Trujillo | Trecolli - Bono de Ciclismo - Tejar Los Vados | + 00:10:37 |
| 7.º      | Oscar Luna       | Alcaldía de San Cristóbal                     | + 00:10:52 |
| 8.º      | Juan Murillo     | Lotería del Táchira                           | + 00:11:34 |
| 9.º      | Rónald González  | Lotería del Táchira                           | + 00:11:37 |
| 10.º     | Carlos Gálviz    | Alcaldía de Páez - Corporación PDM            | + 00:13:53 |

### Clasificación por puntos
| Posición | Ciclista       | Equipo                      | Puntos |
|          | Manuel Medina  | Gobernación del Zulia - BOD | 213    |
| 2°       | José Contreras | Alcaldía de Cabimas - BOD   | 114    |
| 3°       | Juan Murillo   | Lotería del Táchira         | 100    |

### Clasificación de la montaña
| Posición | Ciclista       | Equipo                      | Puntos |
|          | José Contreras | Alcaldía de Cabimas - BOD   | 54     |
| 2°       | Manuel Medina  | Gobernación del Zulia - BOD | 53     |
| 3°       | Yeison Delgado | Gobernación del Zulia - BOD | 32     |

### Clasificación de los sprints
| Posición | Ciclista      | Equipo                            | Puntos |
|          | Víctor Moreno | Selección del estado Zulia        | 59     |
| 2°       | John Nava     | Kino Táchira                      | 35     |
| 3°       | Wilmen Bravo  | Gobernación de Apure - Indeportes | 32     |

### Clasificación sub-23
| Posición | Ciclista         | Equipo                                         | Tiempo     |
|          | Jonathan Camargo | Alcaldía de Cabimas - BOD                      | 39:52:53   |
| 2°       | Carlos Gálviz    | Alcaldía de Páez - Corporación PDM             | + 00:03:38 |
| 3°       | Jimmi Briceño    | Expresos Occidente - Alcaldía de San Cristóbal | + 00:27:41 |

### Clasificación por equipos
| Posición | Equipo                             | Tiempo     |
|          | Gobernación del Zulia - BOD        | 139:34:31  |
| 2°       | Lotería del Táchira                | + 00:04:29 |
| 3°       | Alcaldía de Páez - Corporación PDM | + 00:28:51 |